# Férfi távolugrás a 2005. évi nyári európai ifjúsági olimpiai fesztiválon
A 2005. évi nyári európai ifjúsági olimpiai fesztiválon az atlétikai versenyszámokat Lignano Sabbiadoróban rendezték. A férfi távolugrás selejtezőjét július 7.-én, a döntőt pedig július 8.-án rendezték.

## Selejtező
| H  | Név                    | Nemzet                | E        | Mj |
| -- | ---------------------- | --------------------- | -------- | -- |
| 1  | Marcos Caldeira        | Portugália            | 7.14     | Q  |
| 2  | Harald Modl            | Ausztria              | 7.09     | q  |
| 3  | Antonio Lorenzo        | Spanyolország         | 7.09     | q  |
| 4  | Ivan Slepov            | Oroszország           | 7.08     | q  |
| 5  | Lorenzo Franzoni       | Olaszország           | 7.08     | q  |
| 6  | Pahy Zsolt             | Magyarország          | 7.02     | q  |
| 7  | Mickael Drevnyak       | Izrael                | ISR 6.99 | q  |
| 8  | Jorén Eugene ale Tromp | Hollandia             | 6.92     | q  |
| 9  | Damian Szade           | Lengyelország         | 6.91     | q  |
| 10 | Mikko Kivinen          | Finnország            | 6.89     | q  |
| 10 | Damien Mech            | Franciaország         | 6.89     | q  |
| 12 | Justinas Grainys       | Litvánia              | 6.84     | q  |
| 13 | Eraldo Xhiveshi        | Albánia               | 6.77     |    |
| 14 | Raivo Robeznieks       | Lettország            | 6.68     |    |
| 15 | Spartak Ljasenko       | Észtország            | 6.65     |    |
| 16 | Anil Senova            | Törökország           | 6.63     |    |
| 17 | Ruslan Panasenko       | Azerbajdzsán          | 6.56     |    |
| 18 | Ashley Harris          | Egyesült Királyság    | 6.53     |    |
| 19 | Aleksandar Bundalo     | Szerbia és Montenegró | 6.51     |    |
| 20 | Filippo Gorrieri       | San Marino            | 6.49     |    |
| 21 | Hayk Karapetyan        | Örményország          | 6.36     |    |
| -  | Dmitriy Panchyschak    | Ukrajna               | -        | NM |

## Döntő
| H     | Név                    | Nemzet        | E    | Mj |
| ----- | ---------------------- | ------------- | ---- | -- |
| Arany | Marcos Caldeira        | Portugália    | 7.38 |    |
| Ezüst | Ivan Slepov            | Oroszország   | 7.34 |    |
| Bronz | Damian Szade           | Lengyelország | 7.11 |    |
| 4     | Antonio Lorenzo        | Spanyolország | 7.11 |    |
| 5     | Justinas Grainys       | Litvánia      | 7.09 |    |
| 6     | Pahy Zsolt             | Magyarország  | 7.03 |    |
| 7     | Lorenzo Franzoni       | Olaszország   | 6.84 |    |
| 8     | Mikko Kivinen          | Finnország    | 6.71 |    |
| 9     | Mickael Drevnyak       | Izrael        | 6.64 |    |
| 10    | Damien Mech            | Franciaország | 6.60 |    |
| 11    | Harald Modl            | Ausztria      | 6.55 |    |
| 12    | Jorén Eugene ale Tromp | Hollandia     | 6.34 |    |